# David Simão
Pour les articles homonymes, voir Simao.
David Martins Simão, né le 15 mai 1990 à Versailles (France), est un footballeur portugais. Il évolue au poste de milieu de terrain à FC Arouca.

## Biographie
Avec les espoirs portugais, il inscrit un but lors d'un match amical contre l'Ukraine en février 2012.
Avec le CS Marítimo, il participe à la phase de groupe de la Ligue Europa en 2012 (cinq matchs joués).
Entre 2010 et 2019, il dispute plus de 180 matchs en première division portugaise.